# Calle Paraíso
La calle Paraíso es una vía pública de la ciudad española de Oviedo.

## Descripción
La vía nace de la calle Postigo Alto y discurre hasta llegar a Azcárraga. Aparece descrita en El libro de Oviedo (1887) de Fermín Canella y Secades con las siguientes palabras:

Paraíso.—Bajo la antigua muralla por la parte del E. En el diploma de la reina Urraca (la asturiana) de 1161 donando el palacio real y más á la iglesia, se dice que es con su plaza cerca de la fuente del bautisterio, que se llama paraiso ó paradiso; tal vez el terreno frente al actual palacio episcopal antes de construirse las llamadas casas del Chantre y del Deán, que están sobre solares y huertas lindantes con la calle del Paraíso.—Ent.: Postigo bajo.—Conc.: Vega.
(Canella y Secades, 1887, p. 118)